# Друштвена структура
Друштвена структура је појам који се користи у друштвеним наукама како би се означила укупност међусобно повезаних елемената (друштвених појава и процеса) који чине друштво као целину и који одређују, у мањој или већој мери, деловање појединаца социјализованих унутар дате друштвене структуре. Значење појма друштвена структура може бити различито, у зависности од нивоа анализе. На макро нивоу, овај појам се може односити на систем социо-економске стратификације (нпр. класна структура) или на неке друге устаљене односе између великих друштвених група. На мезо нивоу, он се може односити на структуру друштвено умрежених веза између појединаца или друштвених организација. На микро нивоу, он се може односити на начин на који културне институције или друштвене норме обликују понашање актера унутар датог друштвеног система. Често се указује на међусобну повезаност ових нивоа анализе.
Свака теорија може истицати значај различитих елемената унутар друштвене структуре и другачије објашњавати карактер њихових међусобних односа.
- Функционалистичка теорија као основне елементе друштвене структуре наводи друштвене улоге и положаје које заузимају појединци, а којима управљају друштвене вредности и друштвене норме. Однос делова према целини, као и делова међусобно, заснива се на складу и хармонији, који воде одржању целине.
- Према марксистичкој теорији, друштвену структуру чине радне активности и својински односи. Ове односе обележава несклад и унутрашњи сукоб проузрокован партикуларним интересима.

На макро скали, друштвена структура се односи на систем социоекономске стратификације (пре свега класну структуру), друштвене институције или друге моделоване односе између великих друштвених група. На мезо скали, ради се о структури друштвених мрежа између појединаца или организација. На микро скали, „друштвена структура“ укључује начине на које „норме“ обликују понашање појединаца унутар друштвеног система. Ове скале се не држе увек одвојено. На пример, Џон Леви Мартин је изнео теорију да су одређене структуре на макро скали појавна својства културних институција микро обима (тј. „структура“ личи на ону коју је користио антрополог Клод Леви-Штраус). Слично, у етнографији, недавна студија описује како је домородачка друштвена структура у Републици Панама променила макро друштвене структуре и ометала планирано проширење Панамског канала. Марксистичка социологија је такође историјски мешала различита значења друштвене структуре, иако је то чинила једноставно третирајући културне аспекте друштвене структуре као феномене њеног економског аспекта.

## Историја

### Рана историја
Рано проучавање друштвених структура значајно је утицало на проучавање институција, културе и деловања, друштвене интеракције и историје.
Алексис де Токвил је наводно био први који је употребио термин „друштвена структура”. Касније су Карл Маркс, Херберт Спенсер, Фердинанд Тенис, Емил Диркем и Макс Вебер допринели структуралним концептима у социологији. Потоњи је, на пример, истраживао и анализирао институције модерног друштва: тржиште, бирократију (приватна предузећа и јавни управу) и политику (нпр. демократију).
Један од најранијих и најсвеобухватнијих приказа друштвене структуре дао је Карл Маркс, који је повезао политички, културни и верски живот са начином производње (основном економском структуром). Маркс је тврдио да је економска база суштински одредила културну и политичку надградњу друштва. Каснији марксистички прикази, као што је онај Луја Алтисера, предложили су сложенији однос који је потврђивао релативну аутономију културних и политичких институција и општу детерминацију економских фактора само „у последњој инстанци“.
Године 1905, немачки социолог Фердинанд Тенис објавио је своју студију Садашњи проблеми друштвене структуре, у којој тврди да само конституисање мноштва у јединство ствара „друштвену структуру“, заснивајући свој приступ на концепту друштвене воље.

### Каснији развој догађаја
Појам друштвене структуре је екстензивно развијен у 20. веку са кључним доприносима из структуралистичких перспектива ослањајући се на теорије Клода Леви-Штрауса, као и на феминистичке, марксистичке, функционалистичке (нпр. оне које су развили Талкот Парсонс и следбеници) и низ теорија друге аналитичке перспективе. Неки следе Маркса у покушају да идентификују основне димензије друштва које објашњавају друге димензије, при чему већина наглашава или економску производњу или политичку моћ. Други следе Леви-Штрауса у тражењу логичног реда у културним структурама. Други, посебно Питер Блау, прате Симела у покушају да заснују формалну теорију друштвене структуре на нумеричким обрасцима у односима – анализирајући, на пример, начине на које фактори попут величине групе обликују међугрупне односе.
Други недавни радови Маргарет Арчер (теорија морфогенезе), Тома Р. Бурнса и Хелене Флам (теорија динамике актера и система друштвених правила), и Имануела Валерстајна (Теорија свјетских система) пружају разраду и примену социолошких класика у структурној социологији.

## Настанак и развој структура
Неки верују да је друштвена структура природно развијена, узрокована већим системским потребама (нпр. потреба за радном снагом, управљањем, професионалним и војним класама) или сукобима између група (нпр. конкуренција између политичких партија или елита и маса). Други сматрају да ово структурирање није резултат природних процеса, већ друштвене конструкције. Неусклађеност између културног идеала независности институција и међузависних норми уобичајених међу појединцима из радничке класе може умањити њихове могућности за успех. У том смислу, она може бити створена путем моћи елита које настоје да задрже своју моћ, или економским системима који стављају нагласак на конкуренцију или сарадњу.

## Критичне импликације
Појам друштвене структуре може прикрити систематске предрасуде, јер укључује многе подваријабле које се могу идентификовати (нпр. пол). Неки тврде да мушкарци и жене који иначе имају једнаке квалификације добијају различит третман на радном месту због свог пола, што би се назвало „друштвено структурном“ пристрасношћу, али друге варијабле (као што су време на послу или радни сати) могу бити маскиране. Модерна друштвена структурална анализа узима то у обзир кроз мултиваријантну анализу и друге технике, али остаје аналитички проблем како спојити различите аспекте друштвеног живота у целину.

## Развој индивидуализма
Друштвене структуре приморавају нашу индивидуалност и друштвене групе тако што обликују акције, мисли и уверења сваког појединачног људског бића. У смислу агената социјализације, друштвене структуре су под благим утицајем појединаца, али су појединци под већим утицајем њих. Неки примери ових агенаса социјализације су радно место, породица, религија и школа. Начин на који ови агенси социјализације утичу на индивидуализам варира међу њима, међутим, сви они играју велику улогу у развоју идентитета особе. Агенти социјализације такође могу утицати на то како особа види себе појединачно или као део колектива. Људски идентитети се конструишу кроз друштвене утицаје са којима се сусрећу у свакодневном животу. Начин на који је особа васпитана да посматра своју индивидуалност може да омета њену способност да успе ограничавањем њених способности или може постати препрека у одређеним окружењима у којима је индивидуалност прихваћена, попут колеџа или група пријатеља.